# Orcenais

Orcenais este o comună în departamentul Cher, Franța. În 1 ianuarie 2022 avea o populație de 242 de locuitori.